# China Post Group
China Post Group Corporation Limited (中国邮政集团有限公司, Группа «Почта Китая») — китайская государственная почтовая корпорация. Оказывает почтовые, логистические и финансовые услуги по всей территории материкового Китая, за исключением Гонконга и Макао, которые имеют собственных почтовых операторов (Hongkong Post и CTT соответственно). China Post Group официально находится под контролем Государственного почтового бюро Китая, которое, в свою очередь, подчинено Министерству транспорта и Министерству промышленности и информационных технологий.
China Post Group входит в число крупнейших компаний Китая и мира. По состоянию на 2020 год China Post Group являлась крупнейшей почтовой компанией мира, опережая по сумме выручки (89,3 млрд долл.) таких мировых гигантов, как United Parcel Service (74,1 млрд долл.), U.S. Postal Service (71,1 млрд долл.), Deutsche Post AG (70,9 млрд долл.) и FedEx (69,7 млрд долл.).

## История
Таможенно-почтовая служба Цинской империи была создана британским дипломатом Робертом Хартом в 1878 году по инициативе западных держав и по началу имела филиалы лишь в пяти крупнейших торговых портах. В 1896 году служба была переименована в Большую Цинскую почту, в 1911 году стала независимой от таможни, а в 1912 году была переименована в Chunghwa Post (中華郵政). В 1929 году Chunghwa Post заключила первый контракт на перевозку авиапочты.
Chunghwa Post функционировала в качестве основного оператора почтовых услуг в материковом Китае до 1949 года. После прихода к власти коммунистов была создана Почта КНР, в то время как Chunghwa Post сохранила своё название как почтовый оператор Китайской республики на Тайване. В 1972 году Почта Китая сменила Chunghwa Post во Всемирном почтовом союзе.
Выручка China Post Group выросла с 28,7 млрд юаней (4,1 млрд долл.) в 1998 году до 566,8 млрд юаней (81 млрд долл.) в 2018 году. Если в 1998 году компания получила убыток в размере 17,9 млрд юаней (2,6 млрд долл.), то на конец 2018 года её операционная прибыль составляла 46,8 млрд юаней (6,7 млрд долл.). Сумма активов в 2018 году превысила 9,8 трлн юаней (1,4 трлн долл.). В декабре 2019 года с одобрения Госсовета компания была реструктуризирована в China Post Group Corporation Limited. Высшими органами управления являются совет директоров и партийная группа.
В 2023 году China Post Group заняла 86-е место в списке Fortune Global 500. По состоянию на октябрь 2023 года корпорация имела 120 тыс. грузовых автомобилей и 42 грузовых самолета; она самостоятельно эксплуатировала 20 международных авиамаршрутов, 20 специализированных морских линий и 15 почтовых маршрутов, по которым курсировали грузовые поезда Китай — Европа. По итогам 2023 года China Post перевезла в общей сложности 730 тыс. тонн почтовых отправлений и коммерческих грузов.
Согласно Fortune Global 500 за 2024 год China Post Group Corporation заняла первое место среди мировых почтовых операторов как по выручке, так и по прибыли.

## Структура

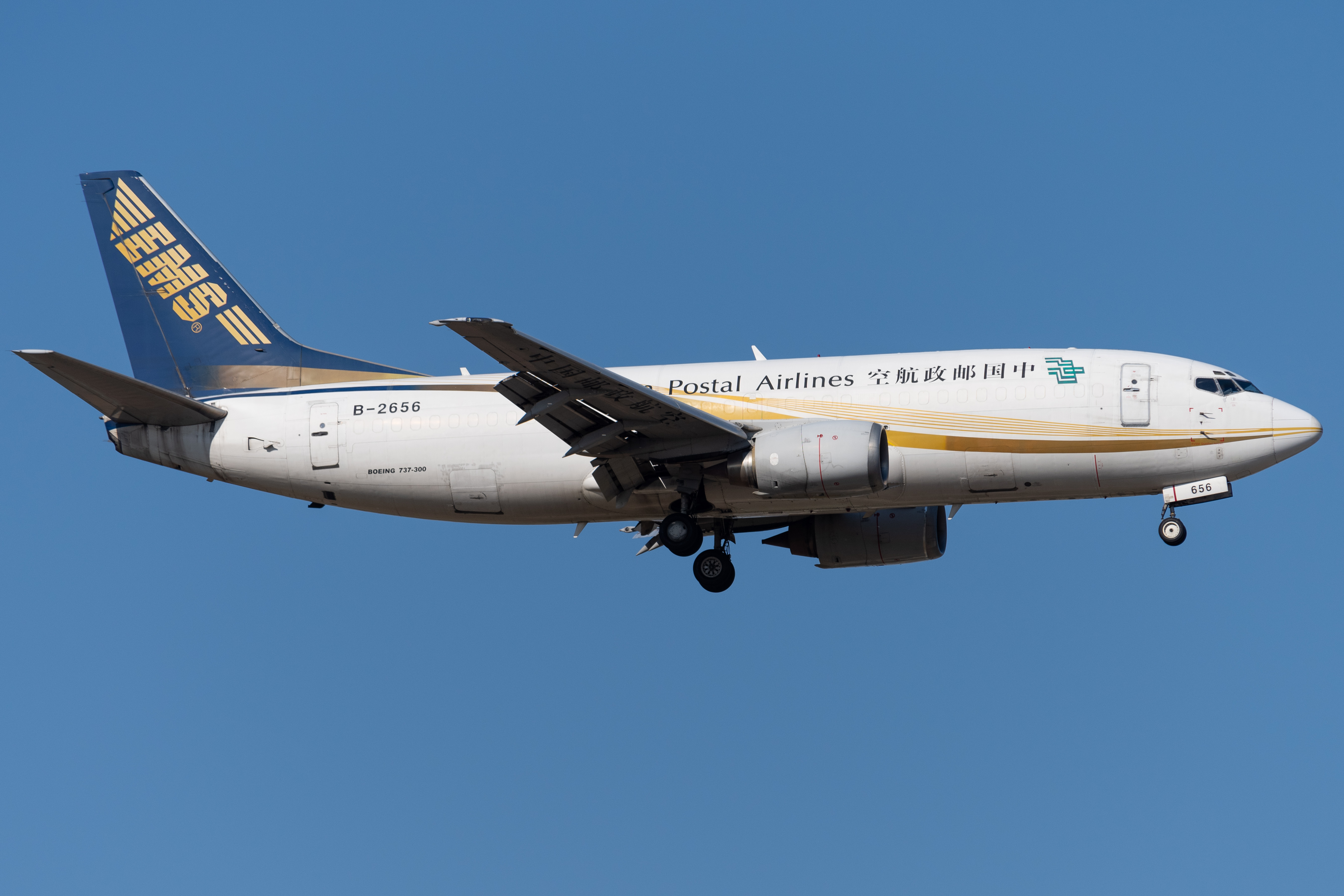
Самолёт компании China Postal Airlines

В состав China Post Group входят десятки дочерних и аффилированных компаний:
- Postal Savings Bank of China (банковские услуги)
- China Post Life Insurance (страховые услуги)
- China Post Securities (финансовые услуги)
- China Post Capital Management (финансовые услуги)
- China Post & Capital Global Asset Management (финансовые услуги)
- China Postal Express and Logistice (доставка посылок и корреспонденции)
- China Postal Airlines (грузовые авиаперевозки)
- China Post Group Information Technology (информационные технологии)
- China Post E-commerce (электронная торговля)
- China National Philatelic Corporation (производство почтовых марок и конвертов)
  - Пекинская фабрика почтовых марок
- China Post News Press (издание газет и журналов)
- China Post Advertising (рекламные услуги)
- Post Mart (продажа товаров через почтовые отделения)
- Институт исследования и планирования почтовых услуг
- Технический колледж почты и телекоммуникаций (Шицзячжуан)
- Китайский национальный музей почты и почтовых марок

## Деятельность

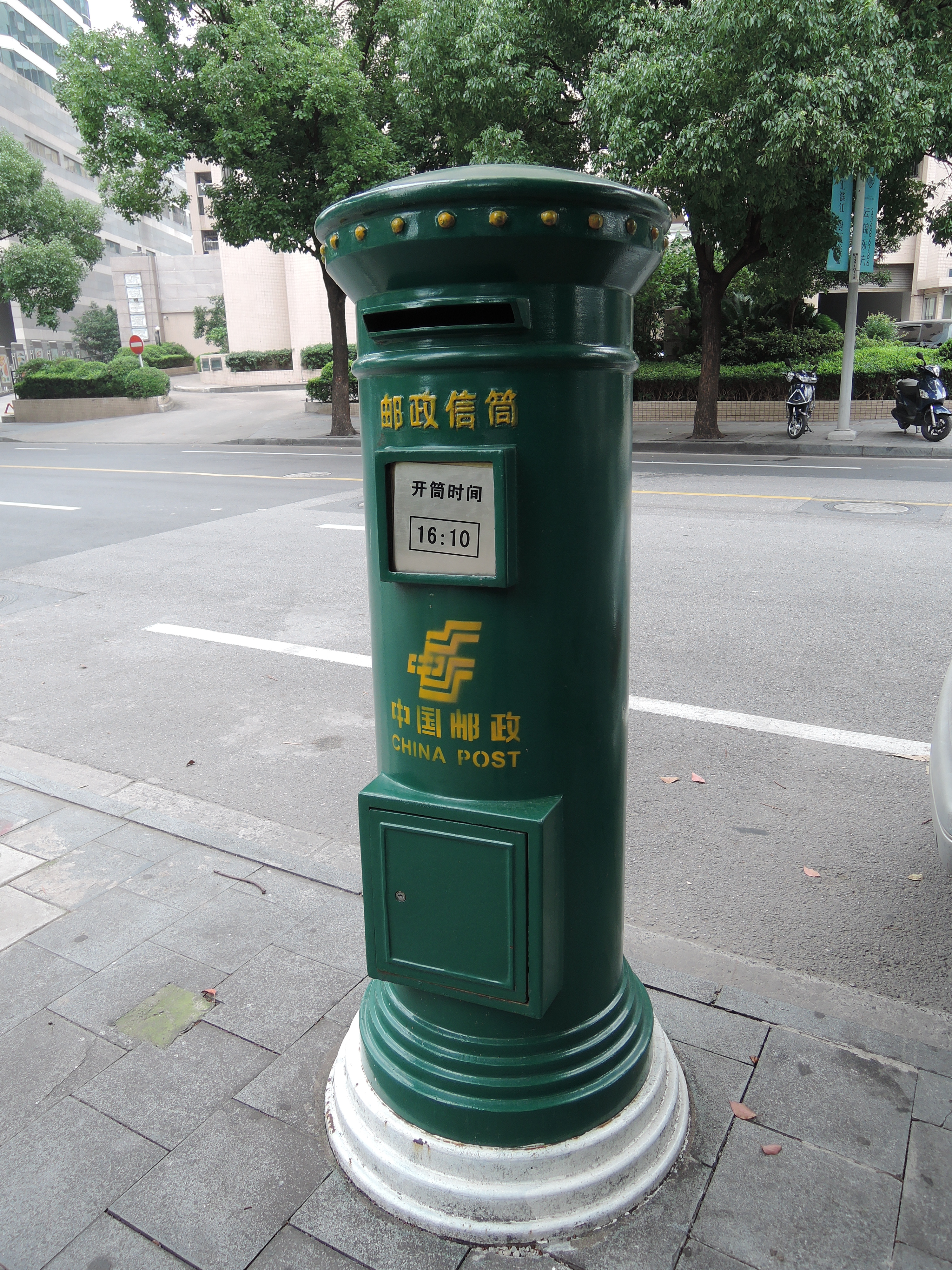
Почтовый ящик в Шанхае

Основные сферы деятельности: обработка и доставка писем, бандеролей и посылок внутри страны и за рубежом; распространение газет, журналов и книг; выпуск почтовых марок, конвертов и открыток; финансовые услуги (в том числе денежные переводы, обмен валюты, сберегательные и депозитные вклады, обслуживание банковских карт, страхование жизни и имущества); электронная торговля. Также China Post Group выполняет ряд бесплатных государственных услуг (доставка правительственных телеграмм, писем военнослужащим, повесток призывникам, судебных повесток, вещей погибших госслужащих).
Доставка почты под брендом EMS быстрее, но дороже, чем под брендом China Post Mail.
- Около 930 тыс. сотрудников
- Более 54 тыс. почтовых отделений
- Более 40 тыс. банковских отделений
- 240 центров сортировки почты
- Около 90 тыс. грузовых автомобилей и микроавтобусов
- Около 200 грузовых вагонов
- Более 30 самолётов

Основными хабами China Postal Airlines являются международный аэропорт Пекин Шоуду, международный аэропорт Шанхай Пудун, международный аэропорт Шанхай Хунцяо, международный аэропорт Гуанчжоу Байюнь, международный аэропорт Сиань Сяньян, международный аэропорт Чжэнчжоу Синьчжэн, международный аэропорт Тайвань Таоюань и Международный аэропорт Инчхон. Главными железнодорожными узлами China Post Group являются Чунцин и Иу.
Отправка грузов морским путём осуществляется через судоходную компанию China COSCO Shipping.

## Галерея

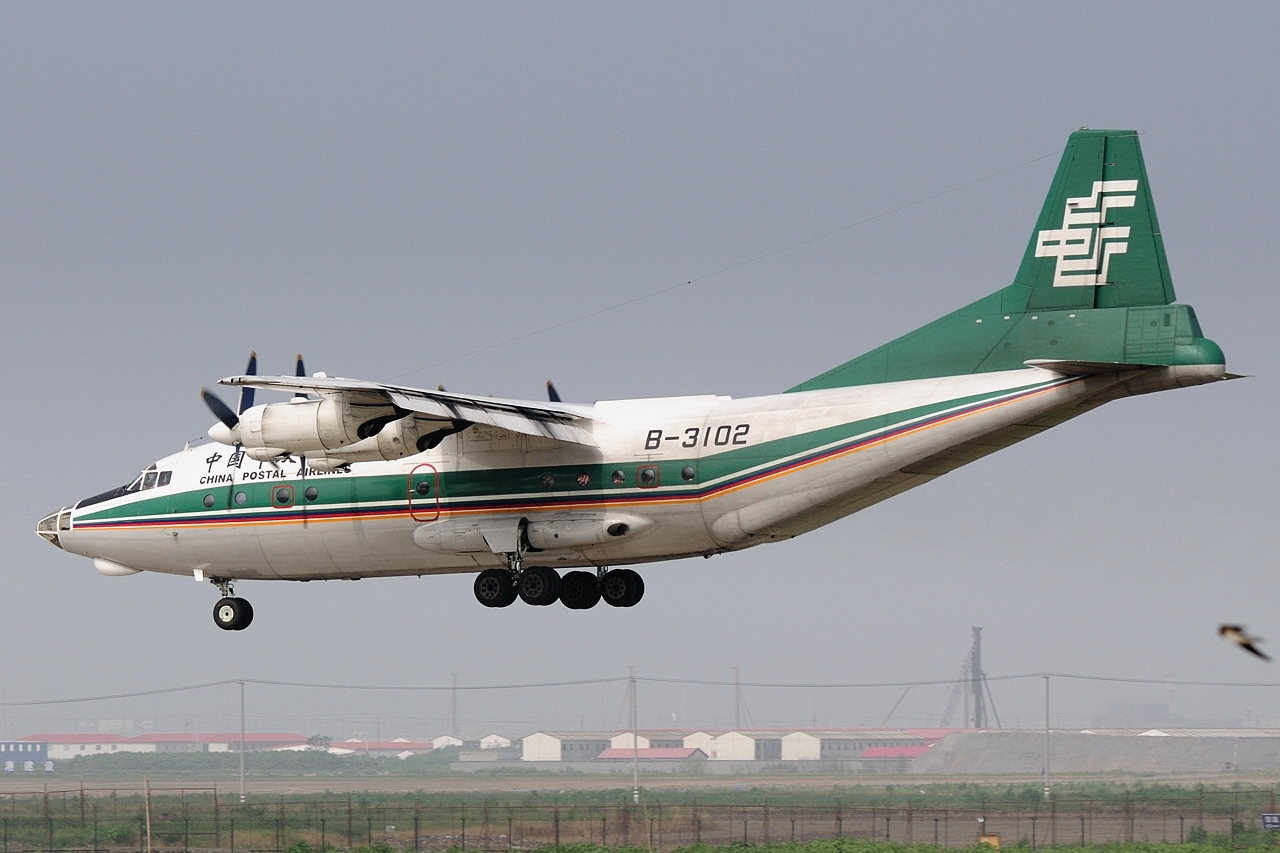
Почтовый самолёт
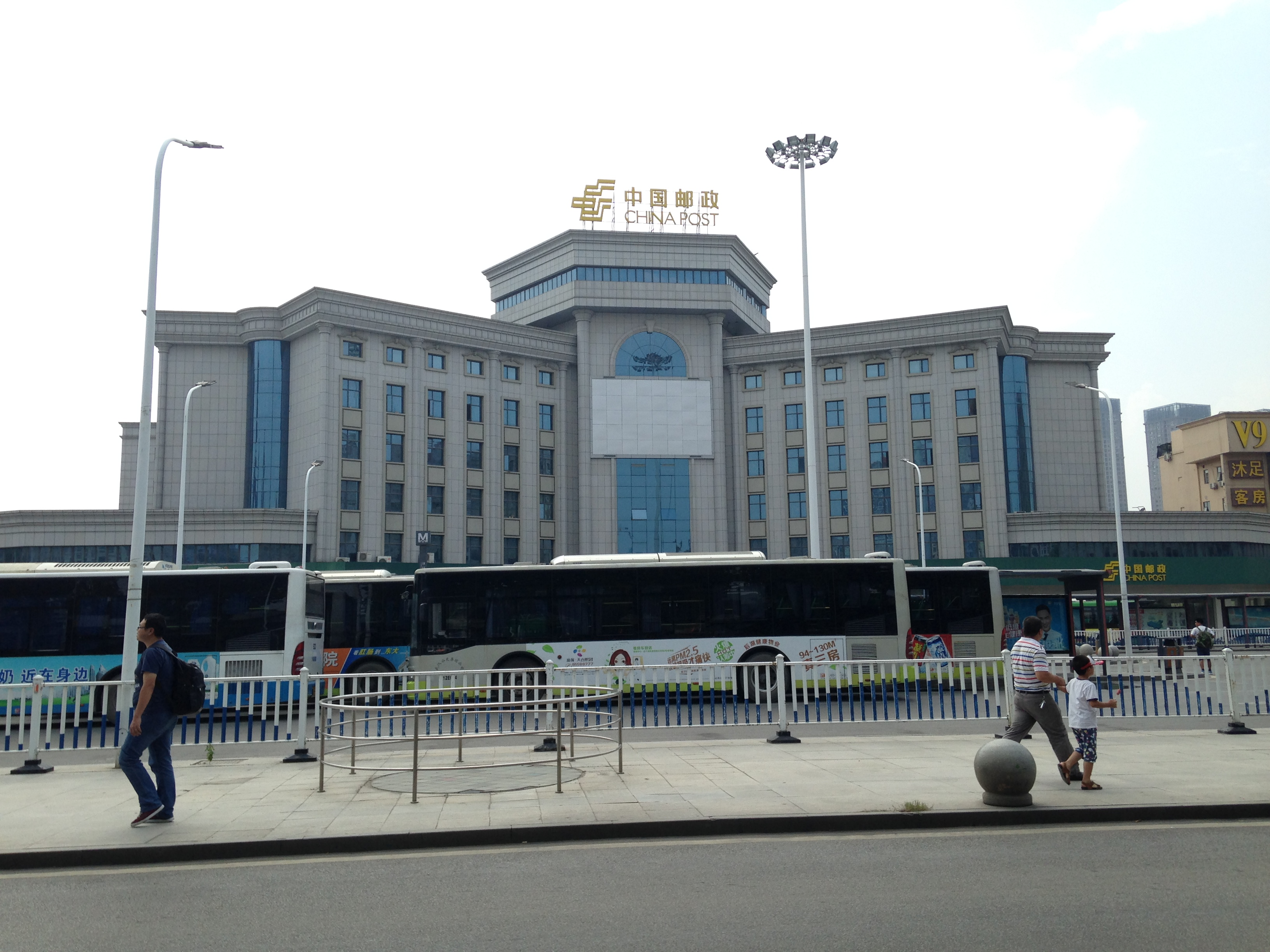
Офис в Ухане
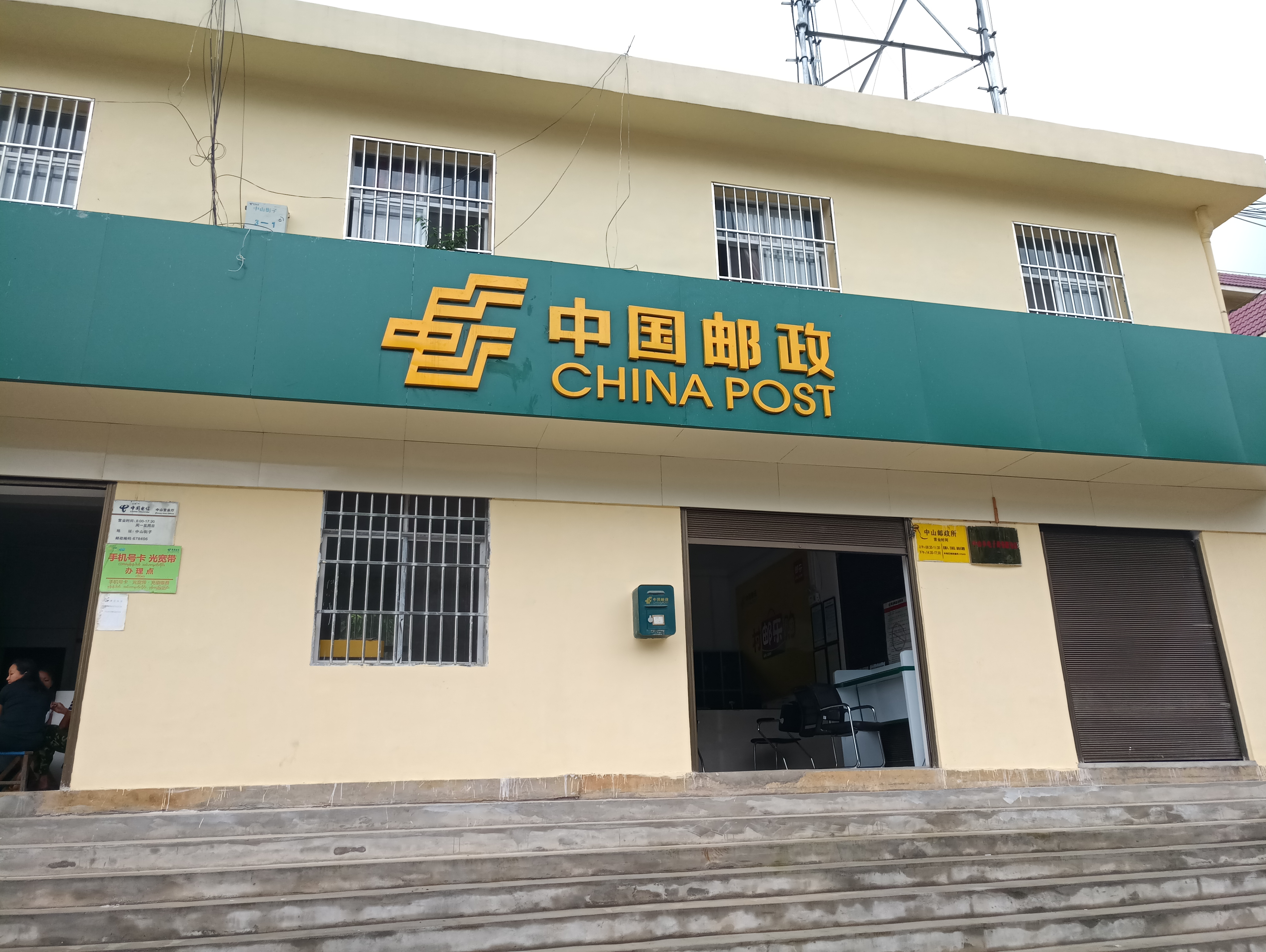
Почтовое отделение
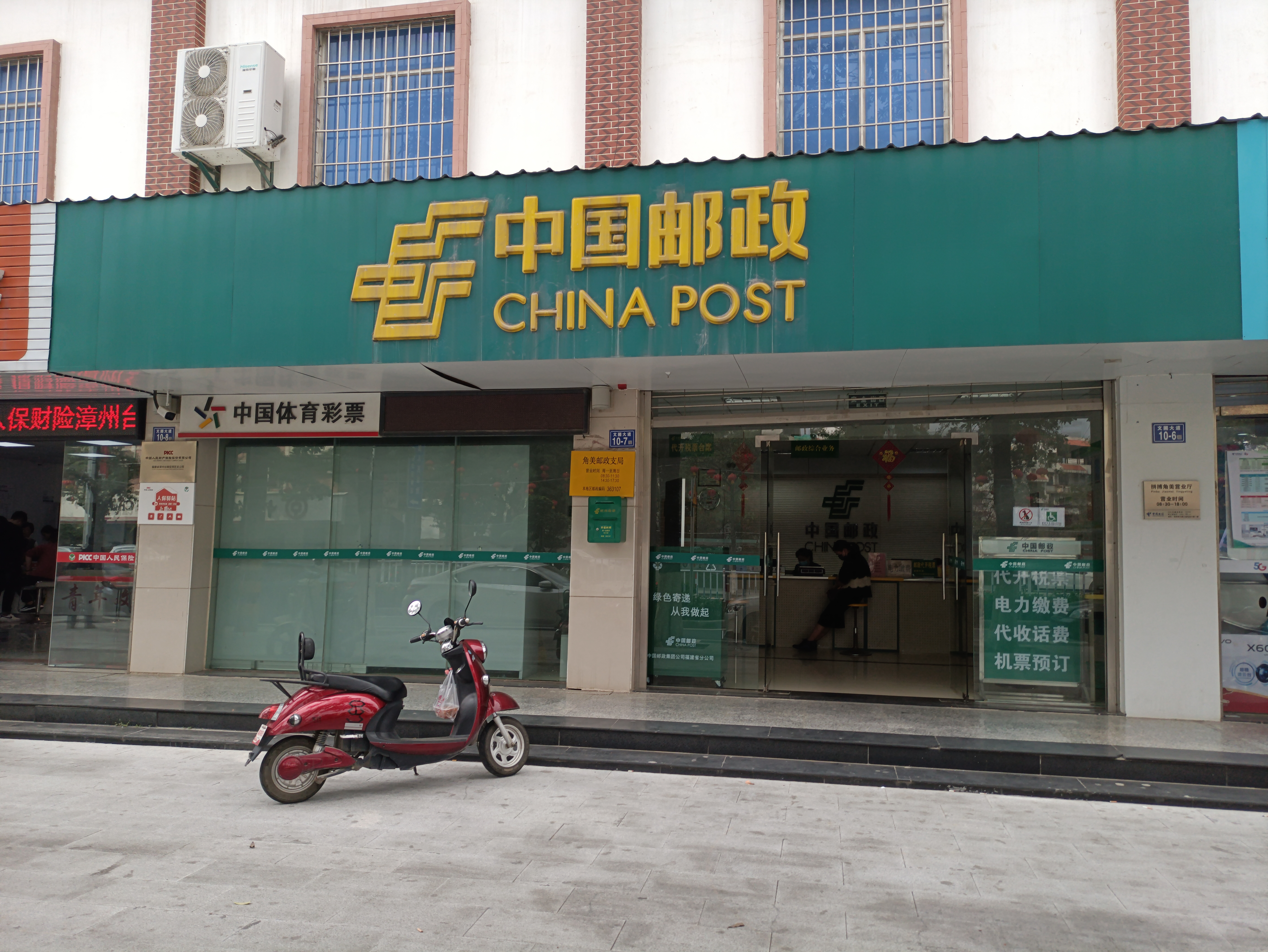
Почтовое отделение
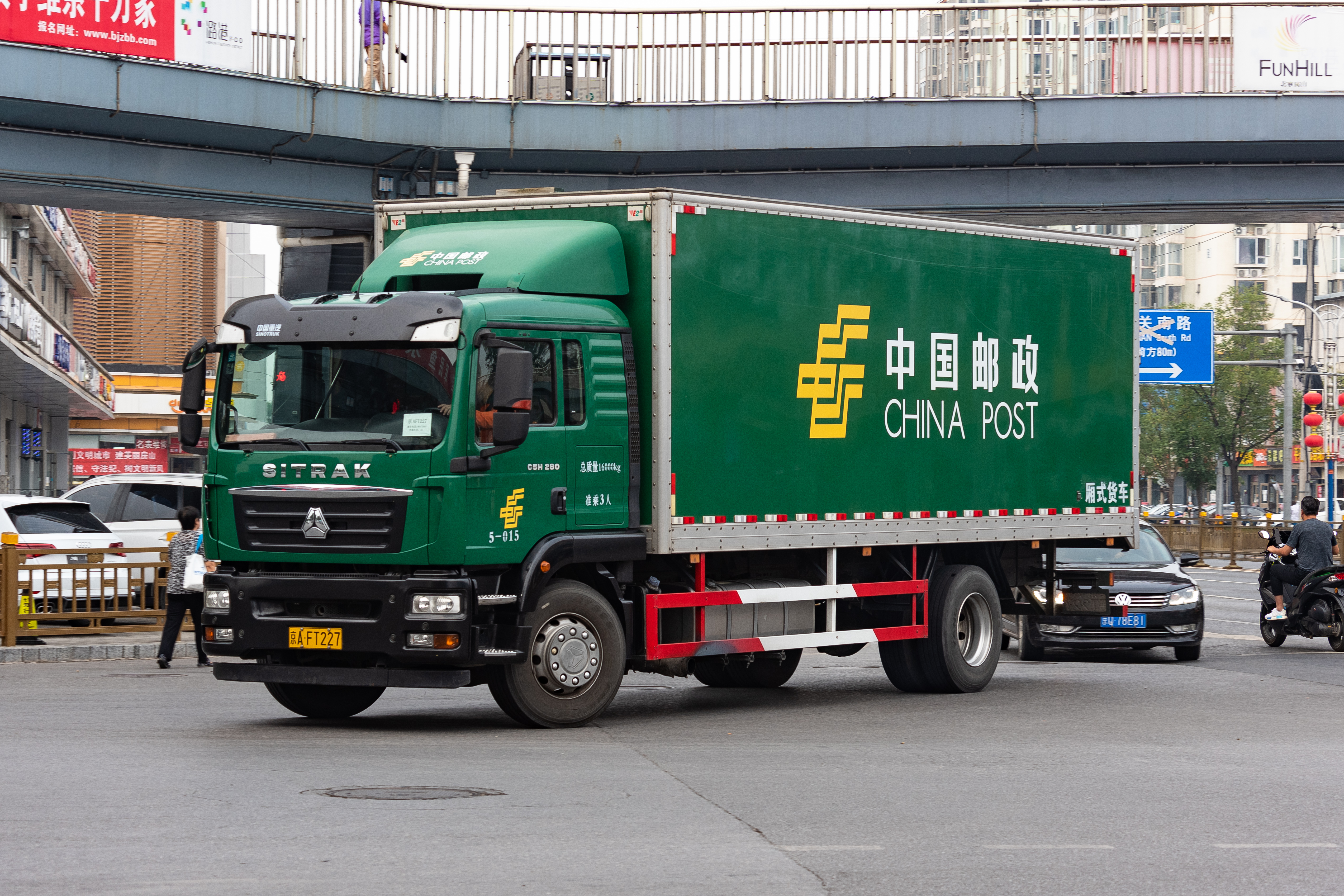
Почтовый грузовик
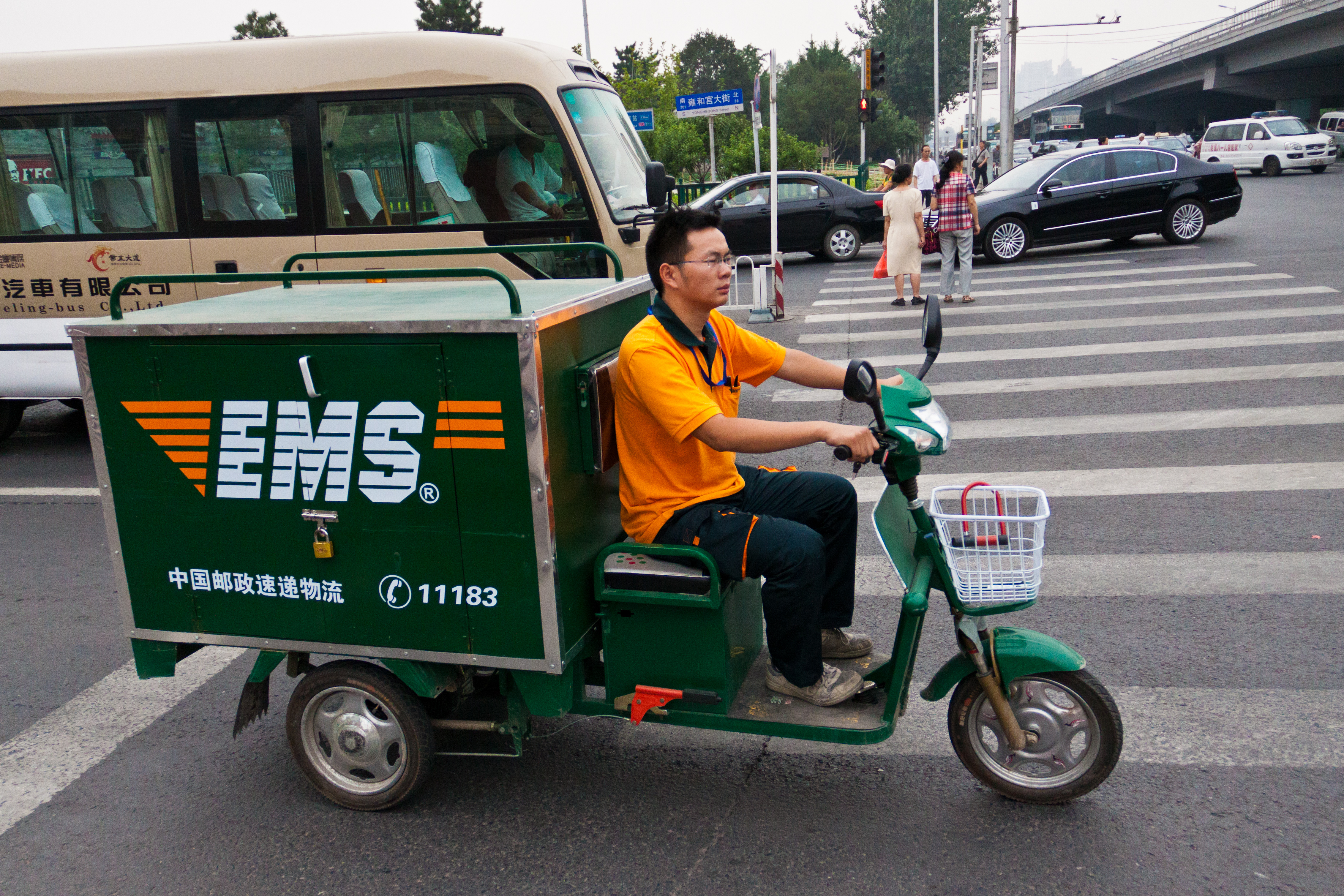
Мотокурьер